# Klokkarstua
Klokkarstua är en tätort och kyrkby i Askers kommun i Akershus fylke i sydöstra Norge. Orten ligger vid fylkesväg 289, öster om staden Svelvik. Här finns Hurums kyrka.
Tidigare har orten utgjort centralort i dåvarande Hurums kommun.